# Svjetionik Hrid Blitvenica
Svjetionik Hrid Blitvenica je svjetionik na jadranskoj hridi Blitvenica, jugozapadno od otoka Žirja.
Podignut je 1872. godine. Građen je od pravilno klesanih kamenih blokova. Sastoji se od prizemlja, kata i potkrovlja, te kule na jugozapadnom pročelju, koja u obliku osmerostrane krnje piramide strši visoko iznad zgrade svjetionika. Završava profiliranim kamenim postoljem na kojem je metalna lanterna sa svjetlom. Ulaz u svjetionik je ograđen kamenom ogradom.

## Vanjske poveznice
|  | Zajednički poslužitelj ima još gradiva o temi Svjetionik Hrid Blitvenica |